# Santa Inés (paroisse civile de Barinas)
Pour les articles homonymes, voir Santa Inés.
Santa Inés est la capitale de la paroisse civile de Santa Inés de la municipalité de Barinas dans l'État de Barinas au Venezuela.